# Philippinozercon makilingensis
Philippinozercon makilingensis is een mijtensoort uit de familie van de Heterozerconidae. De wetenschappelijke naam van de soort werd voor het eerst geldig gepubliceerd in 2018 door Gerdeman, Garcia, Herczak en Klompen.